# Парламентские выборы в Испании (1837)
Парламентские выборы 1837 года в Испании состоялись 22 сентября.

## Предыстория
Учредительное собрание (исп. Cortes Constituyentes), избранное в октябре 1836 года, 18 июня 1837 года приняло новую конституцию, после чего было распущено королевой-регентом Марией Кристиной.

## Избирательная система
Выборы проходили в соответствии с новой конституцией, согласно которой в стране вводилось цензусное избирательное право. Голосовать могли только те кто уплачивал в казну налогов на сумму не меньше 200 реалов в год, то есть не более 5 % населения.

## Результаты
Выборы выиграла Умеренная партия («модерадос»).

## После выборов
Первая сессия новых Кортесов началась 19 ноября 1837 года. Председателем парламента был избран Хоакин Хосе Миро-и-Бидауррета, маркиз де Сомеруэлос, представлявший «модерадос». 31 января 1838 года его сменил Мануэль Баррио Аюсо. 15 февраля во главе парламента встал Мануэль де ла Риваэррера-и-Виванкос, которого в июле вновь сменил Баррио Аюсо. 8 ноября председателем Кортесов стал Франсиско Хавьер Истурис-и-Монтеро.
18 октября 1837 года премьер-министром Испании стал деятель партии «модерадос» дипломат Эусебио Бардахи Асара.
Тем временем, в гражданской войне произошёл перелом в пользу кристинос, сторонников королевы-регента и королевы Изабеллы II. В 1837 году карлисты, сторонники претендента на испанский престол дона Карлоса добились крупнейшего успеха, дойдя до стен Мадрида, однако были вынуждены отступить после битвы при Арансуэке. Новые военные вожди кристиносов, Бальдомеро Эспартеро и Рамон Мария Нарваэс, сумели переломить ситуацию. Генерал Эспартеро смог остановить наступление войск дона Карлоса на Мадрид, после чего сам начал наступать, нанеся карлистам ряд поражений и заставив их отступать к Пиренеям.